# Lijst van burgemeesters van Grave
Dit is een lijst van burgemeesters van de voormalig Nederlandse gemeente Grave in de provincie Noord-Brabant tot die gemeente opging in de gemeente Land van Cuijk.
| Ambtsperiode                    | Naam burgemeester                                                          | Partij of stroming | Bijzonderheden                                                                   |
| ------------------------------- | -------------------------------------------------------------------------- | ------------------ | -------------------------------------------------------------------------------- |
| 1809 - 1810                     | H.J. (Hermanus Joannes) Giebe                                              |                    |                                                                                  |
| 1811                            | A.N. van Ham                                                               |                    |                                                                                  |
| 1812 - 1815                     | J.W. van Thielen                                                           |                    |                                                                                  |
| 1815 - 1820                     | H.J. (Hermanus Joannes) Giebe                                              |                    |                                                                                  |
| 1816                            | J.D. van Gote                                                              |                    |                                                                                  |
| 1817                            | P.J. Walter                                                                |                    |                                                                                  |
| 1818                            | J.D. van Gote                                                              |                    |                                                                                  |
| 1820                            | P.J. Walter                                                                |                    |                                                                                  |
| 1821 - 1822                     | J.D. van Gote                                                              |                    |                                                                                  |
| 1823 - 1824                     | P.J. Walter                                                                |                    |                                                                                  |
| 1824 - 1848                     | J.D. van Gote                                                              |                    |                                                                                  |
| 1848 - 1861                     | J.G. (Jacobus Gerardus) de Bruin (ca.1783-1861)                            |                    |                                                                                  |
| 1861 - 1875                     | R.J.N. Walter                                                              |                    |                                                                                  |
| 1876 - 1877                     | F.M. Gescher                                                               |                    |                                                                                  |
| 1877 - 1885                     | A.H. Mommers                                                               |                    |                                                                                  |
| 1885 - 1918                     | W.J.M.C. Friezen                                                           | Rooms-Katholieken  |                                                                                  |
| 1919 - 1944                     | Mr. Louis (L.J.J.M.) Ficq                                                  |                    |                                                                                  |
| 1944 - 1946                     | G.I.M. van Kemenade                                                        | KVP                | waarnemend                                                                       |
| 1944 - 1945                     | H. Landzaat                                                                |                    | op Dolle Dinsdag, kort voor installatie, gevlucht en in 1945 officieel ontslagen |
| 1947 - 1969                     | L.A.A.M. Raymakers                                                         | KVP                |                                                                                  |
| 1969 - 1977                     | Mr. Reinier Wichtert Maria Gerrits                                         | KVP                |                                                                                  |
| 1978 - 1987                     | Johannes Antonius Grotenhuis                                               | KVP, onafhankelijk |                                                                                  |
| 1987 - 2006                     | Piet Zelissen Tijdens ziekte in 2002 vervangen door: H.J. Hendriksen (wnd) | PvdA               |                                                                                  |
| 2006 - 30 september 2010        | Wilma Delissen-van Tongerlo                                                | VVD                |                                                                                  |
| 1 oktober 2010 - 21 mei 2013    | Sjoukje Haasjes-van den Berg                                               | VVD                | waarnemend                                                                       |
| 22 mei 2013 - 31 maart 2021     | Lex (A.M.H.) Roolvink                                                      | VVD                | [ 1 ] [ 2 ]                                                                      |
| 1 april 2021 - 31 december 2021 | Toon (A.S.F.) van Asseldonk                                                | D66                | waarnemend                                                                       |